# チェ・ジニョン
チェ・ジニョン（崔眞永、1970年11月17日 - 2010年3月29日）は韓国の俳優、歌手。本貫は全州崔氏。ソウル出身。

## 来歴
1987年、テレビコマーシャルでタレントとしてデビュー。翌1988年、映画『幸福は成績順じゃない』で俳優デビュー。姉のジンシルも同時期に俳優デビューしている。高校を卒業してから4年後の1993年に、キョンウォン専門大学文芸創作学科に入学する。1999年、アルバム『SKY』で歌手デビュー。
2008年10月に姉のチェ・ジンシルが自殺。大きなショックを受けたがボランティア活動や学校生活に打ち込むことなどで辛さに耐えた。2009年に漢陽大学演劇映画科に入学した。家庭の経済的な事情から学業が出来なかった姉が生前「遅くなったが、また勉強しはじめてはどうか」というアドバイスをくれたことから入学を決めたという。
2009年6月に演劇『真夏の夜の夢』に主人公ドミトリアスを演じ、演劇活動を再開する。
2010年3月29日、江南区の自宅の3階の部屋で遺体で発見される。第1発見者は母親で、ジニョンと連絡がつかず自宅を訪問した際に死亡しているのを発見、ジニョンの大学の後輩が通報した。警察は捜査や検死の結果、「他殺の可能性は見当たらない」として自殺とみなした。同日、所属事務所代表イ・ギョンギュは遺体が安置されたソウル江南のセブランス病院で取材に答え、「故人は芸能界復帰を控え、プレッシャーが大きかった」と哀悼の意を表した。

## 出演作品

### テレビドラマ
| 放送年 | 放送局 | 作品名                 | 役名             | 備考             |
| ------ | ------ | ---------------------- | ---------------- | ---------------- |
| 1990年 | MBC    | われらの天国           |                  | 姉ジンシルと共演 |
| 1996年 | MBC    | 愛するのなら           | イ・ヒョクチュン |                  |
| 1996年 | SBS    | シークレット・カップル |                  |                  |
| 1997年 | MBC    | パンウル               |                  |                  |
| 2007年 | KBS    | 愛してるからいいの     | カン・ソックン   |                  |

### 映画
| 公開年 | 作品名                                 | 役名           | 備考             |
| ------ | -------------------------------------- | -------------- | ---------------- |
| 1989年 | 幸福は成績順じゃない                   |                |                  |
| 1990年 | そう、たまには空を見よう               |                |                  |
| 1990年 | あのね、秘密だよ2                      |                | 姉ジンシルと共演 |
| 1991年 | 梨泰院の夜空にはアメリカの月が出るのか | ユジン         |                  |
| 1991年 | 粉々に砕け散った名前よ                 | チメ           |                  |
| 1991年 | 19の絶望の末に歌う一つの愛の歌         | ヒョンス       |                  |
| 1991年 | 20歳までだけでも生きたい               | キム・チョルス |                  |
| 1994年 | 零時以後                               |                |                  |

## 受賞歴

### 俳優
- 1991年 第12回 青龍映画賞 新人男優賞（「粉々に砕け散った名前よ」）
- 1991年 第2回 春史映画芸術賞 新人賞

### 歌手
- 2000年 大韓民国映像レコード大賞 新人歌手部門
- 2000年 第15回 ゴールデンディスク賞 新人賞
- 2000年 SBS歌謡大典 ロック部門